# Список космических запусков России в 2017 году
В 2017 году Россия заняла второе место по числу запусков ракет космического назначения. Доля России в космических запусках составила 21 % (19 пусков), против 32 % у США (29 пусков).

## Список орбитальных космических запусков России в 2017 году
| Дата        | Ракета-носитель       | Полезная нагрузка   | Заказчик                                       | Космодром/Старт.комплекс | Результат                     |
| ----------- | --------------------- | ------------------- | ---------------------------------------------- | ------------------------ | ----------------------------- |
| 22 февраля  | Союз-У                | Прогресс МС-05      | Роскосмос                                      | Байконур 1/5             | Успех                         |
| 20 апреля   | Союз-ФГ               | Союз МС-04          | Роскосмос                                      | Байконур 1/5             | Успех                         |
| 25 мая      | Союз-2.1б/Фрегат-М    | ЕКС-2               | Воздушно-космические силы Российской Федерации | Плесецк 43/4             | Успех                         |
| 8 июня      | Протон-М/Бриз-М       | EchoStar 21         | EchoStar                                       | Байконур 81/24           | Успех                         |
| 14 июня     | Союз-2.1а             | Прогресс МС-06      | Роскосмос                                      | Байконур 31/6            | Успех                         |
| 23 июня     | Союз-2.1в/Волга       | Космос-2519         | Воздушно-космические силы Российской Федерации | Плесецк 43/4             | Успех                         |
| 14 июля     | Союз-2.1а/Фрегат      | Канопус-В-ИК        | Роскосмос                                      | Байконур 31/6            | Частичная неудача             |
| 28 июля     | Союз-ФГ               | Союз МС-05          | Роскосмос                                      | Байконур 1/5             | Успех                         |
| 17 августа  | Протон-М/Бриз-М       | Благовест 1 (№ 11Л) | Воздушно-космические силы Российской Федерации | Байконур 81/24           | Успех                         |
| 11 сентября | Протон-М/Бриз-М       | Амазонас-5          | Hispasat                                       | Байконур 200/39          | Успех                         |
| 13 сентября | Союз-ФГ               | Союз МС-06          | Роскосмос                                      | Байконур 1/5             | Успех                         |
| 22 сентября | Союз-2.1б/Фрегат-М    | Глонасс-М           | Воздушно-космические силы Российской Федерации | Плесецк 43/4             | Успех                         |
| 28 сентября | Протон-М/Бриз-М       | AsiaSat 9           | AsiaSat                                        | Байконур 200/39          | Успех                         |
| 13 октября  | Рокот/Бриз-КМ         | Sentinel-5P         | Европейское космическое агентство              | Плесецк 133/3            | Успех                         |
| 14 октября  | Союз-2.1а             | Прогресс МС-07      | Роскосмос                                      | Байконур 31/6            | Успех                         |
| 28 ноября   | Союз-2.1б/Фрегат      | Метеор-М № 2-1      | Роскосмос                                      | Восточный 1С             | Неудача                       |
| 2 декабря   | Союз-2.1б             | 14Ф145 (Лотос-С1)   | Воздушно-космические силы Российской Федерации | Плесецк 43/4             | Успех                         |
| 17 декабря  | Союз-ФГ               | Союз МС-07          | Роскосмос                                      | Байконур 1/5             | Успех                         |
| 26 декабря  | Зенит-3SLБФ/Фрегат-СБ | Ангосат-1           | AngoSat                                        | Байконур 45/1            | Неудача космического аппарата |

## Список суборбитальных запусков России в 2017 году
| Дата        | Ракета-носитель                    | Полезная нагрузка                          | Заказчик                                  | Стартовый комплекс                           | Результат |
| ----------- | ---------------------------------- | ------------------------------------------ | ----------------------------------------- | -------------------------------------------- | --------- |
| 16 января   | РС-12М2 «Тополь-М»                 | Учебный боевой блок                        | Министерство обороны Российской Федерации | космодром «Плесецк»                          | Успех     |
| 26 июня     | Р-30 «Булава-30»                   | Учебные боевые блоки                       | Министерство обороны Российской Федерации | Баренцево море К-535 «Юрий Долгорукий»       | Успех     |
| 12 сентября | РС-24 «Ярс» (шахтного базирования) | Экспериментальные боевые блоки             | Министерство обороны Российской Федерации | космодром «Плесецк»                          | Успех     |
| 20 сентября | РС-24 «Ярс» (ПГРК)                 | Учебные боевые блоки                       | Министерство обороны Российской Федерации | космодром «Плесецк»                          | Успех     |
| 26 сентября | РС-12М «Тополь»                    | Учебный боевой блок                        | Министерство обороны Российской Федерации | полигон «Капустин Яр»                        | Успех     |
| 26 октября  | РС-12М «Тополь»                    | Учебный боевой блок                        | Министерство обороны Российской Федерации | космодром «Плесецк»                          | Успех     |
| 26 октября  | Р-29Р                              | Учебные боевые блоки                       | Министерство обороны Российской Федерации | Охотское море РПКСН проекта 667БДР «Кальмар» | Успех     |
| 26 октября  | Р-29Р                              | Учебные боевые блоки                       | Министерство обороны Российской Федерации | Охотское море РПКСН проекта 667БДР «Кальмар» | Успех     |
| 26 октября  | Р-29РМУ2 «Синева»                  | Учебные боевые блоки                       | Министерство обороны Российской Федерации | К-117 «Брянск» Баренцево море                | Успех     |
| 26 декабря  | РС-12М «Тополь»                    | Испытание перспективного боевого оснащения | Министерство обороны Российской Федерации | полигон «Капустин Яр»                        | Успех     |

## Статистика орбитальных запусков
Количество российских пусков: 19. Успешных: 18.

### Российские запуски в разрезе ракет-носителей
| Ракета-носитель                                 | Число стартов | Неудачи | Примечания |
| ----------------------------------------------- | ------------- | ------- | ---------- |
| Зенит-3SLБФ                                     | 1             |         |            |
| Протон-М                                        | 4             |         |            |
| Рокот                                           | 1             |         |            |
| Союз-2.1а                                       | 3             |         |            |
| Союз-2.1б                                       | 4             | 1       |            |
| Союз-2.1в                                       | 1             |         |            |
| Союз-У                                          | 1             |         |            |
| Союз-ФГ                                         | 4             |         |            |
| Всего                                           | 19            | 1       |            |
| Запуски, формально не относящиеся к российским: |               |         |            |
| Союз-СТ-А                                       | 1             |         |            |
| Союз-СТ-Б                                       | 1             |         |            |

### Российские запуски в разрезе космодромов
| Космодром                                       | Число стартов | Неудачи | Примечания |
| ----------------------------------------------- | ------------- | ------- | ---------- |
| Байконур                                        | 13            |         |            |
| Восточный                                       | 1             | 1       |            |
| Плесецк                                         | 5             |         |            |
| Запуски, формально не относящиеся к российским: |               |         |            |
| Куру                                            | 2             |         |            |

### Все запуски по странам мира
| Страна                             | Число стартов | Неудачи                 | Примечания |
| ---------------------------------- | ------------- | ----------------------- | --- |
| Флаг США                           | 29            |                         | |
| Флаг России                        | 19            | 1                       | Неудача 28.11.2017 — нештатная работа разгонного блока Фрегат-М.                                                     |
| Флаг Китайской Народной Республики | 18            | 1 + 1 частичная неудача | 18.06.2017 — Спутник Zhongxing-9A был выведен на неверную орбиту из-за неполадок в работе 3 ступени РН Чанчжэн-3B/E. |
| Флаг ЕС                            | 11            |                         | |
| Флаг Японии                        | 7             | 1                       | |
| Флаг Индии                         | 5             | 1                       | |
| Флаг Новой Зеландии                | 1             | 1                       | |
| Всего                              | 90            | 8                       | |